# Every Little Thing (sång av The Beatles)
Every Little Thing (Lennon/McCartney) är en låt av The Beatles från 1964.

## Låten och inspelningen
Den dramatiska och genomarbetade "Every Little Thing" Spelades in i totalt nio tagningar 29 – 30 september 1964. intressant med låten är även att det råder oklarhet kring vem som skrev den av John Lennon och Paul McCartney. Lennon påstod senare att det var McCartney medan den senare aldrig ens nämnt den vid senare tillfällen. Den kom med på LP:n Beatles for Sale som utgavs i England 4 december 1964 och i USA på ”Beatles VI”, som utgavs 14 juni 1965.